# Paz Padilla
María de la Paz Padilla Díaz, coneguda artísticament com a Paz Padilla, (Cadis, 25 de setembre de 1969) és una humorista, actriu, presentadora de televisió i empresària espanyola.

## Biografia
Va néixer a Cadis el 25 de setembre de 1969. El seu pare (ja mort) va ser tramoista del Gran Teatre Falla. Té sis germans, i a la seva mare va ser Dolores Díaz García (1928-2020).
Després d'una etapa inicial lligada a l'hospital Porta de la Mar de la seva ciutat natal, treballant com a auxiliar de clínica, Paz Padilla va començar en la televisió el 1994 en el programa d'humor Genio y figura emès s Antena 3. Va col·laborar en diversos programes més en aquesta cadena.
El 1996 va passar a les autonòmiques, co-presentant el programa Inocente, Inocente i poc després a TVE, a Muchas Gracias 96, a la nit de Nadal de 1996. Entre 1997 i 1999 col·laborà al programa Crónicas marcianas de Telecinco, amb gran èxit i en la mateixa cadena va conduir el concurs Hola, hola, hola (1997). Durany 2008 i 2009 va conduir el late-night Paz en la tierra a Canal Sur 1. A més en 1998 va tenir l'honor de pregonar el Carnestoltes de Cadis.
Al marge de la seva carrera com a presentadora i humorista, Paz també ha exercit d'actriu, destacant la seva va passar al teatre de la mà del grup El Terrat, al cinema amb pel·lícules com Raluy, una noche en el circo (1999), Marujas asesinas (2001) o Cobardes (2008), i a televisió amb sèries d'èxit com ¡Ala... Dina! (2000-2001) a TVE i Mis adorables vecinos (2004-2006), a Antena 3.
Des de 2009 treballa per a Telecinco, on presenta el programa Sálvame. També s'incorpora al repartiment de la sèrie La que se avecina, interpretant al personatge de Chusa. Altres espais puntuals que va presentar Paz en la cadena van ser el acces prime time Al ataque chow, o el fallit Dejadnos solos (2010). També el 2009 al costat de Joaquín Prat, Paz presenta les gales nadalenques del canal, a través de l'espai La noche en Paz.
En l'àmbit radiofònic, entre 1995 a 1997, va col·laborar setmanalment a Radio Popular COPE, amb Antonio Herrero al programa La Mañan.
Divorciada el 2003 del seu representant artístic Albert Ferrer, amb qui va contreure matrimoni el 1998, tots dos tenen una filla en comú, Anna, nascuda el 23 de febrer de 1997.
El 8 d'octubre de 2016 va contreure matrimoni civil a la platja de Zahara de los Atunes amb Antonio Juan Vidal Agarrado, funcionari de la Junta d'Andalusia i el seu amor de joventut. El 18 de juliol de 2020, Antonio va morir després d'una dura lluita contra un càncer cerebral que se li havia diagnosticat un any abans.
El 3 de setembre de 2018 es va anunciar a Sálvame que substituiria Jorge Javier Vázquez a Got Talent España i formaria part del jurat al costat d'Eva Isanta, Edurne i Risto Mejide.

## Filmografia

### Programes de televisió

#### Com a fixa
| Any             | Programa                         | Canal              | Notes           |
| --------------- | -------------------------------- | ------------------ | --------------- |
| 1994 - 1995     | Genio y figura                   | Antena 3           | Còmica          |
| 1995            | Un millón de gracias             | Antena 3           | Còmica          |
| 1996            | Gala Inocente, Inocente          | Antena 3           | Presentadora    |
| 1996            | Lluvia de estrellas              | Antena 3           | Jurat           |
| 1996            | Menudo show                      | Antena 3           | Còmica          |
| 1996            | Sonrisas de España               | Antena 3           | Còmica          |
| 1996 - 1997     | Campanadas 1996 - 1997           | Canal Sur          | Presentadora    |
| 1996 - 1998     | ¡Qué me dices!                   | Telecinco          | Co-Presentadora |
| 1997            | Hola, hola, hola                 | Antena 3           | Presentadora    |
| 1997 - 1999     | Crónicas marcianas               | Telecinco          | Còmica/Actriu   |
| 1999 - 2000     | In fraganti                      | La 1               | Presentadora    |
| 1999 - 2001     | El club de la comedia            | Antena 3           | Còmica          |
| 2000            | El burladero                     | La 1               |                 |
| 2001            | Vídeos, vídeos                   | Antena 3           | Presentadora    |
| 2005            | Esos locos bajitos               | Antena 3           | Presentadora    |
| 2006            | Hasta que la tele nos separe     | La 1               | Presentadora    |
| 2006            | Shalakabula                      | FORTA              | Presentadora    |
| 2007            | El gong Show                     | La 1               | Presentadora    |
| 2007 - 2008     | Channel Nº4                      | Cuatro             | Col·laboradora  |
| 2008 - 2009     | Paz en la tierra                 | Canal Sur          | Presentadora    |
| 2008 - 2009     | Espejo público                   | Antena 3           | Col·laboradora  |
| 2009 - 2010     | Dejadnos solos                   | Telecinco          | Presentadora    |
| 2009 - presente | Sálvame                          | Telecinco          | Presentadora    |
| 2009 - 2016     | La noche en Paz                  | Telecinco          | Presentadora    |
| 2010            | Al Ataque Chow                   | Telecinco          | Presentadora    |
| 2010            | Cántame una canción              | Telecinco          | Jurat           |
| 2011 - 2016     | El año en Paz                    | Telecinco          | Presentadora    |
| 2015            | Sopa de gansos                   | Cuatro             | Còmica          |
| 2016            | Sálvame Snow Week                | Telecinco          | Presentadora    |
| 2018 - present  | Got Talent España                | Telecinco          | Jurat           |
| 2019 - 2020     | Campanadas 2019 - 2020           | Telecinco / Cuatro | Presentadora    |
| 2019            | ¡Toma salami! Especial Cap d'Any | Telecinco          | Presentadora    |

#### Com a convidada
| Any         | Programa                   | Canal     | Notes                                           |
| ----------- | -------------------------- | --------- | ----------------------------------------------- |
| 1997 - 2000 | ¿Qué apostamos?            | La 1      | 2 programes                                     |
| 2000        | La escalera mecánica       | La 1      | 1 programa                                      |
| 2001        | Furor                      | FORTA     | 2 programes                                     |
| 2001 - 2003 | El Grand Prix del verano   | La 1      | 2 programes                                     |
| 2002 - 2003 | La noche con Fuentes y Cía | Telecinco | 2 programes                                     |
| 2003        | La quinta esfera           | Telecinco | 1 programa                                      |
| 2004 - 2005 | Cada día                   | Antena 3  | 2 programes                                     |
| 2005        | Salsa rosa                 | Telecinco | 1 programa                                      |
| 2005 - 2006 | Ankawa                     | La 1      | 3 programes                                     |
| 2005 - 2008 | DEC                        | Antena 3  | 2 programes                                     |
| 2006        | Noche Hache                | Cuatro    | 1 programa                                      |
| 2006        | Lo que inTeresa            | Antena 3  | 1 programa                                      |
| 2006 - 2007 | ¡Mira quién baila!         | La 1      | 2 programes                                     |
| 2007 - 2008 | El club                    | TV3       | 2 programes                                     |
| 2008        | Al pie de la letra         | Antena 3  | 1 programa                                      |
| 2009        | Pánico en el plató         | Antena 3  | 1 programa                                      |
| 2009 - 2015 | Sálvame deluxe             | Telecinco | 3 programes                                     |
| 2010        | Password                   | Cuatro    | 1 programa                                      |
| 2010        | El hormiguero              | Cuatro    | 1 programa                                      |
| 2010 - 2011 | El gran debate             | Telecinco | 2 programes                                     |
| 2010 - 2017 | Pasapalabra                | Telecinco | 45 programes                                    |
| 2011        | Menuda es la nit           | Canal Nou | 1 programa                                      |
| 2014        | Hable con ellas            | Telecinco | 1 programa                                      |
| 2016        | Mi casa es la tuya         | Telecinco | Amb Chiquito de la Calzada.                     |
| 2017        | Mi casa es la tuya         | Telecinco | Al costat del repartiment de La que se avecina. |
| 2017        | Mi casa es la tuya         | Telecinco | Entrevistada                                    |
| 2017        | Dani&Flo                   | Cuatro    | 1 programa                                      |
| 2017        | Planeta Calleja            | Cuatro    | 1 programa                                      |
| 2017 - 2019 | Viva la vida               | Telecinco | 2 programes                                     |
| 2018        | Mi casa es la tuya         | Telecinco | Especial Gente de Paz                           |
| 2018        | El hormiguero 3.0          | Antena 3  | 1 programa                                      |
| 2018        | Late motiv                 | #0        | 1 programa                                      |
| 2018        | Mi casa es la vuestra      | Telecinco | 1 programa                                      |

### Sèries de televisió
| Any          | Sèrie                        | Canal          | Personatge           | Notes       |
| ------------ | ---------------------------- | -------------- | -------------------- | ----------- |
| 2000 - 2001  | ¡Ala... Dina!                | La 1           | Dina Alá Alá         | 40 episodis |
| 2004         | Casi perfectos               | Antena 3       | Dolores "Loli" Mingo | 1 episodi   |
| 2004         | Un paso adelante             | Antena 3       | Dolores "Loli" Mingo | 1 episodi   |
| 2004 - 2006  | Mis adorables vecinos        | Antena 3       | Dolores "Loli" Mingo | 62 episodis |
| 2006         | Cambio de clase              | Disney Channel | Profesora de ball    | 1 episodi   |
| 2007         | Manolo y Benito Corporeision | Antena 3       | Candela              | 1 episodi   |
| 2008         | Ponme una nube, Rocío        | Canal Sur 1    | Flor Riego           | 22 episodis |
| 2009 - 2010  | Pelotas                      | La 1           | Elena                | 2 episodis  |
| 2010         | Las chicas de oro            | La 1           | Paz                  | 1 episodi   |
| des del 2010 | La que se avecina            | Telecinco      | La Chusa             | 51 episodis |
| 2011         | Palomitas                    | Telecinco      | diversos personatges | 2 episodis  |
| 2011         | La sagrada família           | TV3            | Mare del Ximo        | 3 episodis  |
| 2012         | Cuñados                      | Telecinco      | Paz Padilla          | 1 episodi   |
| 2014         | Aída                         | Telecinco      | Paz Padilla          | 1 episodi   |
| 2016         | Chiringuito de Pepe          | Telecinco      | Veu d'un robot       | 1 episodi   |
| 2018         | Yo quisiera                  | Divinity       | Paz Padilla          | 1 episodi   |

### Cinema
| Any  | Pel·lícula                                | Director                  | Personatge |
| ---- | ----------------------------------------- | ------------------------- | ---------- |
| 2000 | Raluy, una noche en el circo              | Oscar Vega                | Mare       |
| 2001 | Marujas asesinas                          | Javier Rebollo            | Maite      |
| 2008 | Cobardes                                  | José Corbacho i Juan Cruz | Magdalena  |
| 2022 | A todo tren 2. Sí, les ha pasado otra vez | Inés de León              | Susana     |
| 2023 | El hotel de los líos. García y García 2   | Ana Murugarren            | Martina    |
| 2024 | La reina del convento                     | Carmen Perona             | Luisa      |

### Teatre
| Any         | Obra                                              | Personatge  |
| ----------- | ------------------------------------------------- | ----------- |
| 2007 - 2008 | Ustedes se preguntarán cómo he llegado hasta aquí | Paz         |
| 2012 - 2014 | Sólo Paz Padilla                                  | Paz Padilla |
| 2012        | Sofocos                                           | Dona        |
| 2018 - 2019 | Desatadas                                         | Tere        |

## Altres dades
- En una tertúlia de Punto Radio, durant una entrevista amb el conductor del programa, Ramón García, la humorista va presumir de ser una conscienciada internauta, destacant l'ús del navegador Firefox i de la distribució GNU/Linux Ubuntu.[9]
- Va formar part del grup Scouts 312 Cruz del Sur a Cadis.[10]
- El 2000 va ser nominada als Premis Iris pel seu treball a la sèrie ¡Ala… Dina!.